# Česlav Vaňura

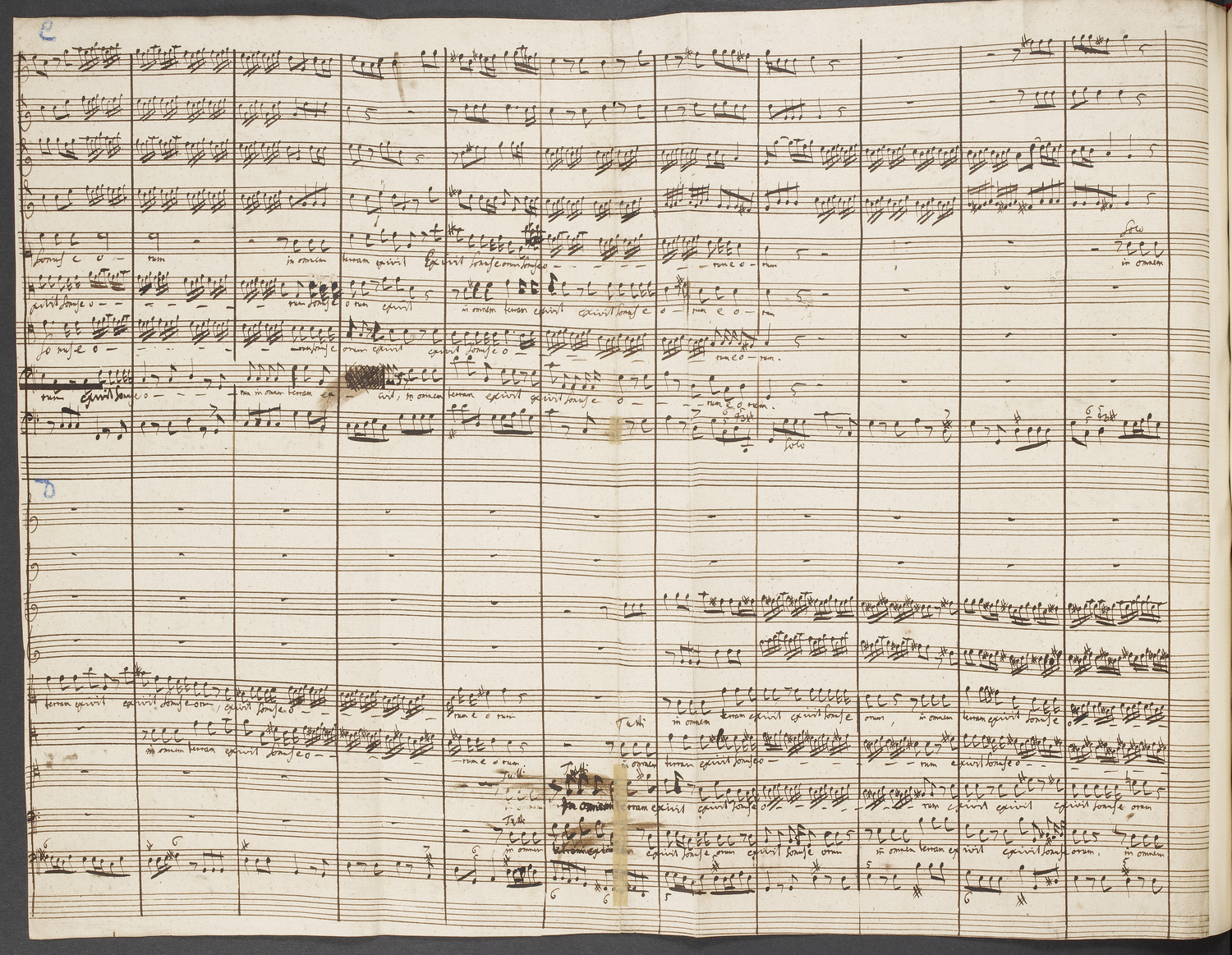
In omnem terram - possibile manoscritto.

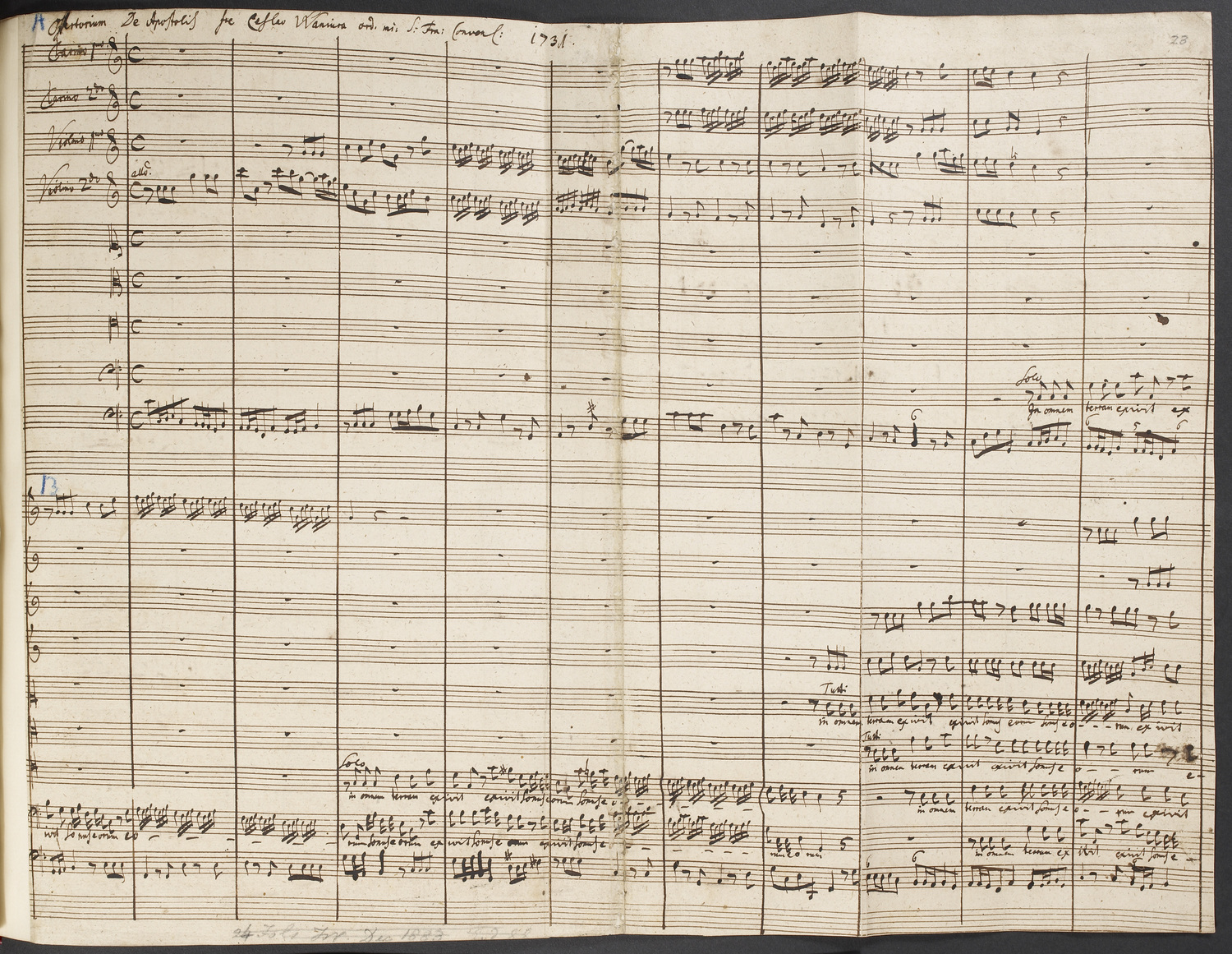
In omnem terram - possibile manoscritto.

Česlav Vaňura o Waniura, Wanjura, Wanžura (Miletín, 28 dicembre 1694 – Praga, 7 gennaio 1736) è stato un compositore ceco.

## Biografia
Poco si conosce relativamente alle attività che svolse in vita e nessuna notizia ci giunge sulla sua formazione scolastica e musicale. Si sa solo che egli, come il suo contemporaneo Bohuslav Matěj Černohorský, apparteneva al Ordine dei Minoriti. In quanto membro di tale ordine nel 1734 fu nominato organista della chiesa del convento di San Giacomo a Praga. Nel 1731 pubblicò il suo op. 1, Litaniae Lauretanae, e nel 1736 diede alle stampe i suoi 12 Offertori op. 2, nel frontespizio del quale dichiarava di essere regens chori a San Giacomo. Nel 1735 venne insignito del grado magister musicae. Nonostante sia stato occupato presso il convento dei minoriti nello stesso periodo del più anziano collega coevo Černohorský, egli non fu suo allievo.

## Considerazioni sull'artista
Vanura scrisse esclusivamente musica sacra vocale. Stilisticamente le sue composizioni si avvicinano a quelle di Černohorský e Šimon Brixi, ossia sono scritte in un linguaggio tipico del tardo barocco e presentano sia elementi dello stile concertato che una struttura contrappuntistica. Questi suoi lavori sono divisi in due, tre o più sezioni e quella principale talvolta è esposta come una fuga elaborata. Vanura spesso mira alla polifonia e a un'interpretazione pittorica del testo (es. Terra tremuit, V Offertorio) e impiega improvvisi cambi tempo e di dinamica, così come un'orchestrazione molto varia, con enfasi sugli ottoni. Nelle sue Litaniae Lauretanae (op. 1) egli si limita principalmente all'omofonia ed a un accompagnamento armonico, mentre nelle Cultus Latriae (op. 2) impiega mezzi espressivi variegati. 

## Composizioni
- 7 brevissimae et solennes litaniae lauretanae per 4 voci, 2 violini, 2-4 trombe, timpani e organo (op. 1, 1731, Praga)
- Cultus latriae, seu 12 offertoria solennia per 4 voci, 2 violini, viola, 2-4 trombe, timpani e organo (op. 2, 1736, Praga)
- Domine in auxilium meum respice (offertorio per 4 voci, 2 violini e organo)
- In omnem terram exivit sonus eorum(offertorio per, solo, 4 voci, 2 trombe, 2 violini e organo)
- Litanie del santo nome di Giesù (in mi magg., per solo, 4 voci, 2 corni/trombe, 2 violini, viola e organo; 1731)
- Litanie del santo nome di Giesù (in si magg., per solo, 4 voci, 2 trombe, 2 violini e organo; 1731)